# Sárgás mézevő
A sárgás mézevő (Ptilotula flavescens) a madarak osztályának verébalakúak (Passeriformes) rendjébe, ezen belül a mézevőfélék (Meliphagidae) családjába tartozó faj.

## Rendszerezése
A fajt John Gould angol ornitológus írta le 1840-ben, a Ptilotis nembe Ptilotis flavescens néven. Besorolása vitatott, egyes szervezetek a Lichenostomus nembe sorolják Lichenostomus flavescens néven.

## Alfajai
- Ptilotula flavescens flavescens (Gould, 1840)
- Ptilotula flavescens germanus (E. P. Ramsay, 1878)
- Ptilotula flavescens melvillensis (Mathews, 1912)

## Előfordulása
Ausztrália északi részén és Pápua Új-Guinea területén honos. Természetes élőhelyei a szubtrópusi és trópusi lombhullató erdők, mangroveerdők, szavannák és legelők, valamint vidéki kertek és városi parkok. Állandó, nem vonuló faj.

## Megjelenése
Testhossza 13–15,5 centiméter, testtömege 10-16 gramm.

## Életmódja
Nektárral és gerinctelenekkel, főleg rovarokkal és pókokkal táplálkozik, nagyon ritkán magvakat, gyümölcsöt és a mézharmatot is fogyaszt.

## Természetvédelmi helyzete
Az elterjedési területe rendkívül nagy, egyedszáma pedig stabil. A Természetvédelmi Világszövetség Vörös listáján nem fenyegetett fajként szerepel.